# Harun Ateş
Harun Ateş es un deportista turco que compitió en taekwondo. Ganó una medalla en el Campeonato Mundial de Taekwondo de 1989, y cuatro medallas en el Campeonato Europeo de Taekwondo entre los años 1986 y 1996.

## Palmarés internacional
| Campeonato Mundial | Campeonato Mundial   | Campeonato Mundial | Campeonato Mundial |
| Año                | Lugar                | Medalla            | Categoría          |
| ------------------ | -------------------- | ------------------ | ------------------ |
| 1989               | Seúl (Corea del Sur) | Medalla de bronce  | –50 kg             |
| Campeonato Europeo |                      |                    |                    |
| Año                | Lugar                | Medalla            | Categoría          |
| 1986               | Seefeld (Austria)    | Medalla de plata   | –50 kg             |
| 1988               | Ankara (Turquía)     | Medalla de oro     | –50 kg             |
| 1992               | Valencia (España)    | Medalla de plata   | –50 kg             |
| 1996               | Helsinki (Finlandia) | Medalla de plata   | –54 kg             |